# Brahea dulcis
La palma dulce de México, soyale o palma soyale (Brahea dulcis) es una especie de palmera perteneciente a la familia Arecaceae. Es encuentra desde México a Perú. 

## Descripción
Es una palmera que alcanza un tamaño de hasta 6 y 7 m de altura. Tiene las hojas verdes, más pálidas en el envés, tienen la apariencia de abanico y son rígidas. Las flores son café-amarillentas y están dispuestas en largas inflorescencias. Los frutos son de color amarillo, comestibles.
Originaria del oeste y centro de México hasta Guatemala y Perú. Se encuentra en clima semiseco a una altitud de 1100 metros, asociada al bosque tropical caducifolio.

## Propiedades
Se utiliza en el Estado de Guerrero para limpiar los ojos de los nacidos en el posparto; con este propósito se cortan dos pedazos del corazón de la planta, se secan al sol y se hierven en poca agua; luego se aplican unas gotitas de esta agua en los ojos del niño.

## Taxonomía
La especie fue descrita iniciamente como Corypha dulcis por Carl Sigismund Kunth y publicado en Nova Genera et Species Plantarum (quarto ed.) 1: 300, en 1816, actualmente, es tanto un sinónimo como el basónimo de esta. Finalmente, sería transferida al género Brahea por Carl Friedrich Philipp von Martius en Historia Naturalis Palmarum 3(7): 244, t. 137, 162, en 1838.
Etimología
Brahea: nombre genérico otorgado en honor del astrónomo danés, Tycho Brahe (1546–1601).
dulcis: epíteto latino que significa "dulce".
Sinonimia
| - Acoelorrhaphe schippii (Burret) Dahlgren - Brahea bella L.H.Bailey - Brahea berlandieri Bartlett - Brahea conzattii Bartlett - Brahea edulis var. montereyensis Becc. - Brahea frigida Devansaye | - Brahea schippii Burret - Copernicia depressa Liebm. ex Dalgrem - Corypha dulcis Kunth - Corypha frigida Mohl ex Mart. - Livistona occidentalis Hook.f. - Thrinax tunica Hook.f. |